# Braye (Fluss)
Die Braye ist ein Fluss in Frankreich, der in den Regionen Normandie, Centre-Val de Loire und Pays de la Loire verläuft. Sie entspringt in der Landschaft Perche, im Regionalen Naturpark Perche, im Gemeindegebiet von Ceton, entwässert generell Richtung Süd bis Südwest und mündet nach rund 75 Kilometern an der Gemeindegrenze von Poncé-sur-le-Loir und Vallée-de-Ronsard als rechter Nebenfluss in den Loir. Auf seinem Weg berührt die Braye die Départements Orne, Eure-et-Loir, Loir-et-Cher und Sarthe.

## Orte am Fluss
- Théligny
- Gréez-sur-Roc
- Vibraye
- Valennes
- Sargé-sur-Braye
- Savigny-sur-Braye
- Bessé-sur-Braye